# 卜集镇
卜集乡，是中华人民共和国山東省济宁市金乡县下辖的一个乡镇级行政单位。

## 行政区划
卜集乡下辖以下地区：
卜集村、张瓦房村、李堂村、辛庄村、孟庄村、于代庄村、周集村、李情村、史马刘村、大刘楼村、大张庄村、邱洼村、李庄村、纪庄村、宋庙村、孙瓦房村、张辛庄村、刑庄村、东门屯村、吕庙村、夏庄村、石庙村、刘油坊村、金鱼店村、北赵庄村、杨庄村、刘心田村、殷李村、大姜村、张桥村、周庵村、张八缸村、闫庄村、高墙村、白坨村、辛王庄村、周黄庄村、徐刘庄村、杨集村、黄堰村、许桥村、李连安村、满庄村、寺后王村和孙桁村。

## 人口
2010年中国第六次人口普查时，卜集乡共有人口41728人。共有家庭12700户，平均每户3.26人。14岁以下的少年儿童共8087人，占总人口19.38%；15-64岁人口共29478人，占总人口70.64%；65岁及以上的老年人共4163人，占总人口的9.976%。男性共计21406人，占总人口51.29%；女性共计20322，占总人口48.70%。本地居住的人口中，拥有本地户籍的人口为40561人，占97.20%。